# Michel Bezuijen
Michel Johannes Bezuijen (Amsterdam, 24 juni 1966) is een Nederlands bestuurskundige, politicus en bestuurder. Hij is lid van de VVD. Sinds 1 oktober 2020 is hij burgemeester van Zoetermeer.

## Opleiding en carrière
Na de mavo, havo en het vwo gevolgd te hebben op het Haarlemmermeer Lyceum, koos Bezuijen voor een master Bestuurskunde aan de Universiteit Leiden. Hierbij richtte hij zich op veiligheid en crisisbesluitvorming.
Na zijn studie Bestuurskunde begint Bezuijen als adviseur bij het Crisis Onderzoek Team (COT) van de Universiteit Leiden. Dit team, onder leiding van Uri Rosenthal, focust zich op evaluatie en onderzoek naar crisisbesluitvorming. In de jaren daarna krijgt Bezuijen de rol van adjunct-directeur bij het COT. Naast het evalueren gaat hij zich dan ook richten op het adviseren en trainen van organisaties en personen op het terrein van veiligheidszorg.
Na het COT werd Michel Bezuijen in 2002 hoofd Operationeel Team bij de directie Openbare Orde en Veiligheid van de gemeente Amsterdam, waarbij hij verantwoordelijk was voor alles rondom crises, rampen, evenementen en openbare orde en evenementen.

## Politiek carrière
Bezuijen begon zijn politieke carrière in 1998 als gemeenteraadslid in Haarlemmermeer en na de gemeenteraadsverkiezingen van 2002 werd hij er fractievoorzitter van de VVD. In september 2003 werd hij wethouder van Ruimtelijke Ordening, Luchthavenzaken, Grootschalig Groen, Recreatie en Water en eerste locoburgemeester in Haarlemmermeer. In 2006 kwam daar Sport bij en na de gemeenteraadsverkiezingen van 2010 ook Mobiliteit.
Als locoburgemeester was Bezuijen onder andere betrokken bij de Schipholbrand waarbij elf gedetineerden om het leven kwamen, en de neerstorting van Turkish Airlines-vlucht 1951 op Schiphol waarbij negen passagiers om het leven kwamen. Ter gelegenheid van zijn afscheid als wethouder werd hij benoemd tot ereburger van Haarlemmermeer.
In de gemeente Haarlemmermeer is in 2016 nog een raadsenquête gehouden over de bouw van het honkbalstadion van Hoofddorp Pioniers, een van de projecten uit Bezuijens tienjarige wethoudersperiode. Volgens het raadsenquêterapport is de gemeenteraad onvolledig ingelicht over een budgetoverschrijding.

## Burgemeester
Op 16 september 2013 werd hij burgemeester van Rijswijk. In maart 2019 heeft de gemeenteraad van Rijswijk Bezuijen voorgedragen voor zijn tweede termijn als burgemeester van deze gemeente. Op 18 juni 2020 werd Bezuijen door de gemeenteraad van Zoetermeer voorgedragen als nieuwe burgemeester, als opvolger van Charlie Aptroot. Op 4 september 2020 werd bekendgemaakt dat de ministerraad de voordracht heeft overgenomen zodat Bezuijen middels koninklijk besluit per 1 oktober 2020 benoemd kon worden.
Als burgemeester van Zoetermeer heeft hij Openbare orde en regionale / lokale veiligheid, Handhaving, Brandweer en rampenbestrijding, Bestuur Metropoolregio, Externe betrekkingen en Communicatie in zijn portefeuille. Naast zijn nevenfuncties ambtshalve is hij buitengewoon ambtenaar burgerlijke stand, speler bij het Nederlands Burgemeesters Elftal (NBE) en lid van de maatschappelijke adviesraad opleiding criminologie van de Universiteit Leiden.

## Persoonlijk
Bezuijen is in 2020 getrouwd. Hij doet aan hardlopen en fietsen. Hij heeft inmiddels twee marathons gelopen (New York en Dublin) en in 2012 meegedaan aan de Alpe d’HuZes. Hij was van 3 februari 2018 t/m 26 juni 2021 de voorzitter van de nationale sportbond Badminton Nederland. Daarnaast was hij van 2014 tot 2018 bestuurslid en vicevoorzitter bij de Koninklijke Nederlandse Zwembond.